# Novoiàblonka
Novoiàblonka (en rus: Новояблонка) és un poble de l'óblast de Saràtov, a Rússia, segons el cens del 2010 tenia 137 habitants. Pertany al districte municipal de Khvalinsk.